# Arconciel
Arconciel (toponimo francese; in tedesco Ergenzach, desueto) è un comune svizzero di 916 abitanti del Canton Friburgo, nel distretto della Sarine.

## Monumenti e luoghi d'interesse

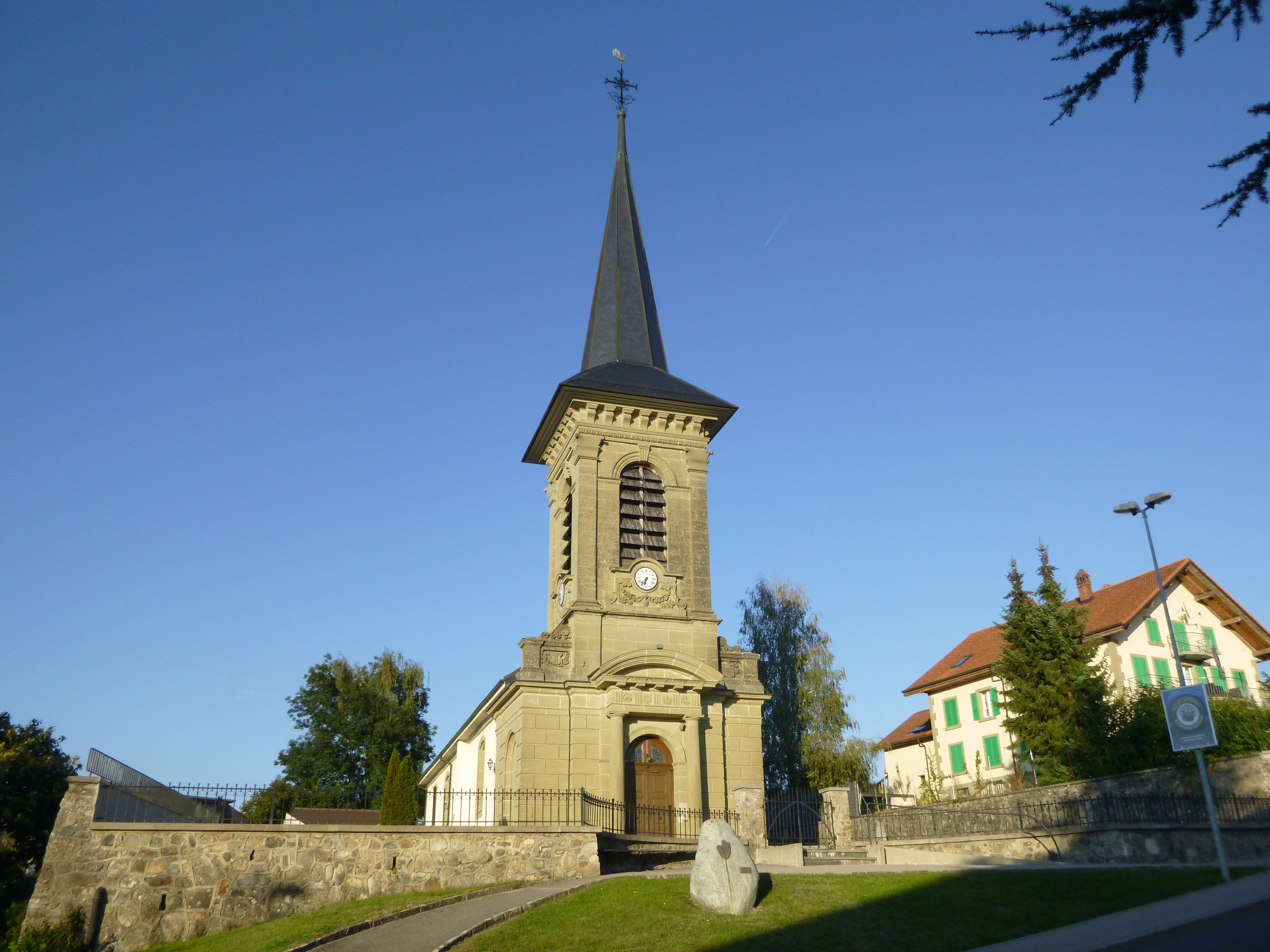
La chiesa cattolica di San Giacomo

- Chiesa cattolica di San Giacomo, eretta nel XII secolo e ricostruita dopo il 1558 e nel 1784-1789[1].

## Società

### Evoluzione demografica
L'evoluzione demografica è riportata nella seguente tabella:
Abitanti censiti

## Amministrazione
Ogni famiglia originaria del luogo fa parte del comune patriziale che ha la responsabilità della manutenzione di ogni bene comune.